# Ravinia planifrons
Ravinia planifrons är en tvåvingeart som först beskrevs av Aldrich 1916.  Ravinia planifrons ingår i släktet Ravinia och familjen köttflugor. Inga underarter finns listade i Catalogue of Life.